# Hàn Sơn Đồng
Hàn Sơn Đồng (giản thể: 韩山童; phồn thể: 韓山童; bính âm: Hán Shāntóng,  1310– 1351), người Loan Thành, Triệu Châu, thủ lĩnh đầu tiên phong trào khởi nghĩa Khăn Đỏ cuối đời Nguyên.

## Sự nghiệp
Ông nội của Sơn Đồng truyền bá Bạch Liên giáo, nên bị đày đến Vĩnh Niên. Gia đình ông một mặt làm nông, một mặt truyền giáo, tuyên truyền "Di Lặc giáng sinh, Minh Vương ra đời", chủ trương lật đổ nhà Nguyên.
Năm Chí Chánh thứ 11 (1351), triều đình cưỡng ép 15 vạn dân phu xây sửa đê Hoàng Hà, oán thán ngút trời. Sơn Đồng và tín đồ là bọn Lưu Phúc Thông cho rằng cơ hội đã đến, đặt ra mấy câu ca dao "người đá có một mắt, khiêu động Hoàng Hà thiên hạ phản", đồng thời chôn tượng người đá có khắc câu ca dao trên ở bờ sông. Đợi khi dân phu đào lên, lòng người rúng động, họ ở thượng du sông Toánh thuộc Toánh Châu kêu gọi khởi nghĩa.
Sơn Đồng tự xưng là cháu 8 đời của Tống Huy Tông, cùng bọn Lưu Phúc Thông, Thịnh Văn Úc, La Văn Tố,... mưu tính khởi sự. Sự việc bại lộ, quan quân địa phương đến tiễu, ông chẳng may bị bắt, lập tức bị hại.
Bọn Phúc Thông tiếp tục khởi nghĩa. Đến năm thứ 15 (1355), đưa con trai Sơn Đồng là Hàn Lâm Nhi lên làm chủ.